# Liste der französischen Botschafter in Peru
Liste der französischen Botschafter in Peru.

## Botschafter
| Ernennung Akkreditierung | Name                                                 | Bemerkungen | ernannt von                                | akkreditiert bei der Regierung      | Posten verlassen |
| ------------------------ | ---------------------------------------------------- | --- | ------------------------------------------ | ----------------------------------- | ---------------- |
| 1823                     | Jean-Pierre Rattier de Sauvignan                     | (* 19. März 1779 in Saint-Marc auf Santo Domingo) | Ludwig XVIII.                              | José Bernardo de Tagle Portocarrero | 1826             |
| 1826                     | Jean-Baptiste-Gabriel-Amédée Chaumetters des Fossés  | Generalinspekteur des Handels mit Frankreich | Ludwig XVIII.                              | José Bernardo de Tagle Portocarrero | 1826             |
| 28. Juni 1829            | Bernard-Marie Barrère                                | Generalkonsul Geschäftsträger, 1935 Bruch der Beziehungen durch Ministerpräsident Manuel Ferreyros | Louis-Philippe I.                          | Luis José Orbegoso                  | 1835             |
| 1840                     | Armand Saillard                                      | [ 2 ] | Louis-Philippe I.                          | Agustín Gamarra                     |                  |
| 30. Juli 1853            | Charles François Frédéric de Montholon-Sémonville    | Generalkonsul und Geschäftsträger | Napoleon III.                              | José Rufino Echenique               |                  |
| 10. Dez. 1853            | Benoît Ulysse de Ratti-Menton                        | | Napoleon III.                              | José Rufino Echenique               |                  |
| 3. Sep. 1854             | Albert Huet                                          | Geschäftsträger | Napoleon III.                              | Ramón Castilla                      |                  |
| 20. Juli 1859            | Edmond-Prosper de Lesseps                            | Cousin von Ferdinand de Lesseps (* 28. Juli 1815 in Paris; † 18. Mai 1868 in Lima an Gelbfieber), 1852 Konsul in Aleppo, persönlicher Freund von Ramón Castilla, 1864 französisch-peruanisches Abkommen. 1866 besetzte die spanische Armada die Chincha-Inseln im Spanisch-Südamerikanischen Krieg und Napoleon III. stand auf Seiten von Peru. | Napoleon III.                              | Ramón Castilla                      |                  |
| 11. Aug. 1868            | Paul Chevery-Rameau                                  | Geschäftsträger | Napoleon III.                              | José Balta                          |                  |
| 19. Okt. 1868            | de Saint-Quentin                                     | Geschäftsträger | Napoleon III.                              | José Balta                          |                  |
| 1870                     | Charles-Henri-Philippe Gauldrée-Boilleau             | (* 1823; † 1894) | Napoleon III.                              | José Balta                          |                  |
| 1870                     | Joseph-Anne-Amédée-François Ripert-Monclar           | Geschäftsträger | Napoleon III.                              | José Balta                          |                  |
| 26. Aug. 1872            | De Bellonct                                          | | Patrice de Mac-Mahon                       | Tomás Gutiérrez                     |                  |
| 23. Okt. 1872            | Augustin-Maurice Marchant de Vernouillet             | (* 18. April 1829; † 1903) 1852 Attaché in Rom, 1877 bis 1882 Botschafter in Marokko | Patrice de Mac-Mahon                       | Tomás Gutiérrez                     |                  |
| 2. Juni 1875             | Domet de Vorges                                      | | Patrice de Mac-Mahon                       | Tomás Gutiérrez                     |                  |
| 1875                     | Comte de Balny                                       | Geschäftsträger | Patrice de Mac-Mahon                       | Tomás Gutiérrez                     |                  |
| 1879                     | Edmond Charles Eugène Domet de Vorges                | (* 1829; † 1910) | Jules Grévy                                | Nicolás de Piérola                  | 1881             |
| 1887                     | Comte Artus de Pina de Saint-Didier                  | 1866 Konsul in Padang, 1882 Generalkonsul in Hamburg | Marie François Sadi Carnot                 | Andrés Avelino Cáceres              | 1890             |
| 1891                     | Antoine Imbert                                       | Ministre Plénipotentiaire de France au Pérou, schlug 1891 Schlichtungsverhandlungen zum Contrato Dreyfus vor. | Marie François Sadi Carnot                 | Remigio Morales Bermúdez            |                  |
| 1895                     | Raoul Wagner                                         | | Félix Faure                                | Manuel Candamo                      | 1896             |
| 1896                     | Auguste-Felix-Charles de Beaupoil                    | (* 1862) trat 1892 in den auswärtigen Dienst, 1914 Botschafter in Bukarest. | Félix Faure                                | Manuel Candamo                      | 1896             |
| 1900                     | Paul-Augustin-Jean Larrouy                           | (* 1. Januar 1847) Doktor der Rechtswisschaft, ab 17. Oktober 1873 Leiter des Konsulats in Buenos Aires; Ab 10. Oktober 1875 Leiter des Konsulats in Leipzig am 14. September 1876 zum Kanzler dritter Klasse befördert, am 17. Juli 1880 nach Odessa entsandt; ab 12. August 1880 Kanzler zehnter Klasse in Yokohama, Vom 18. Januar bis 1. August 1882 Sekretär der internationalen Konferenz der Neuverhandlung der Verträge mit Japan. | Émile Loubet                               | Eduardo López de Romaña             | 1905             |
| 1906                     | Antony-Wladislas Klobukowski                         | (* 1855; † 1934) | Armand Fallières                           | Serapio Calderón                    |                  |
| 1910                     | Jean Guillemin                                       | 1902 Botschaftsrat in Wien; 30. August 1915 bis 1917 Gesandter in Athen. | Armand Fallières                           | Augusto B. Leguía y Salcedo         |                  |
| 1912                     | Gaston Albert Joseph Marie Moisson de Vaux Saint Cyr | | Armand Fallières                           | Guillermo Billinghurst              | 1912             |
| 1914                     | Henri des Portes de La Fosse                         | | Raymond Poincaré                           | Oscar R. Benavides                  |                  |
| 1924                     | André Ribot                                          | | Gaston Doumergue                           | Augusto B. Leguía y Salcedo         |                  |
| 1924                     | Albert Pingaud                                       | [ 8 ] | Gaston Doumergue                           | Augusto B. Leguía y Salcedo         |                  |
| 1943                     | Maurice Dayet                                        | | Charles de Gaulle Comité national français | José Luis Bustamante y Rivero       | 1945             |
| 1945                     | Albert Ledoux                                        | | Charles de Gaulle                          | José Luis Bustamante y Rivero       | 1949             |
| 1949                     | Pierre-Eugène Gilbert                                | | Vincent Auriol                             | Manuel Apolinario Odría Amoretti    | 1952             |
| 1952                     | Jean-André Binoche                                   | | Vincent Auriol                             | Zenón Noriega Agüero                | 1955             |
| 1955                     | Léon Brasseur                                        | | René Coty                                  | Zenón Noriega Agüero                | 1961             |
| 1961                     | Jules Koenigswarter                                  | Manuel Prado y Ugarteche | Charles de Gaulle                          |                                     | 1966             |
| 1966                     | Guy Dorget                                           | Nicolás Lindley López | Charles de Gaulle                          | Juan Velasco Alvarado               | 1971             |
| 1971                     | Albert Chambon                                       | (* 21. Januar 1909 – 28. Dezember 2002) Die peruanische Regierung hatte im Juni 1974 mitgeteilt, dass sie bei weiteren Atomtest auf dem Mururoa die Beziehungen zu Frankreich abbrechen wird, Chambon flog am 19. Juni zu Beratungen nach Paris, am 21. Juli 1973 zündete die französische Regierung eine Atombombe, am 23. Juli 1973 gab die peruanische Regierung bekannt ihre Beziehungen zu Frankreich abzubrechen. Am 29. Juli kehrte der peruanische Botschafter aus Paris Enrique Morelli Pando nach Lima zurück die Ruptur hatte keine Auswirkungen auf die kulturellen und wirtschaftlichen Beziehungen. | Georges Pompidou                           | Juan Velasco Alvarado               | 1973             |
| 1975                     | Paul-Henri Gaschignard                               | | Valéry Giscard d’Estaing                   | Francisco Morales Bermúdez          | 1980             |
| 1980                     | Jean-Max Bouchaud                                    | | Valéry Giscard d’Estaing                   | Fernando Belaúnde Terry             | 1983             |
| 1983                     | Raymond Césaire                                      | [ 10 ] | François Mitterrand                        | Fernando Belaúnde Terry             | 1987             |
| 1987                     | Michel Rougagnou                                     | 1988: Bernard Bregier, Handelsattaché | François Mitterrand                        | Alan García                         | 1989             |
| 1989                     | Jean-François Nougarède                              | bis 1995 Botschafter in Hanoi | François Mitterrand                        | Alan García                         | 1992             |
| 1992                     | Camille Rohou                                        | (* 1943) 1988–1990 Generalkonsul in Quebeck, 1997 Botschafter in Madagaskar, 2005 Botschafter in Bogota, | Jacques Chirac                             | Alberto Fujimori                    | 1996             |
| 1996                     | Bernard Prague                                       | 1991 bis 1993 Botschafter in Südkorea. | Jacques Chirac                             | Alberto Fujimori                    | 1997             |
| 1997                     | Antoine Blanca                                       | [ 12 ] | Jacques Chirac                             | Alberto Fujimori                    | 2001             |
| 2001                     | Jean-Paul Angelier                                   | (* 2. Juni 1942) | Jacques Chirac                             | Valentín Paniagua Corazao           | 2005             |
| 2005                     | Pierre Charrasse                                     | 2003 bis 2005 Botschafter in Islamabad | Nicolas Sarkozy                            | Alan García                         | 2008             |
| 2008                     | Cécile Mouton-Brady de Pozzo di Borgo                | (* 4. Januar 1952) | Nicolas Sarkozy                            | Alan García                         |                  |